# 난은관화

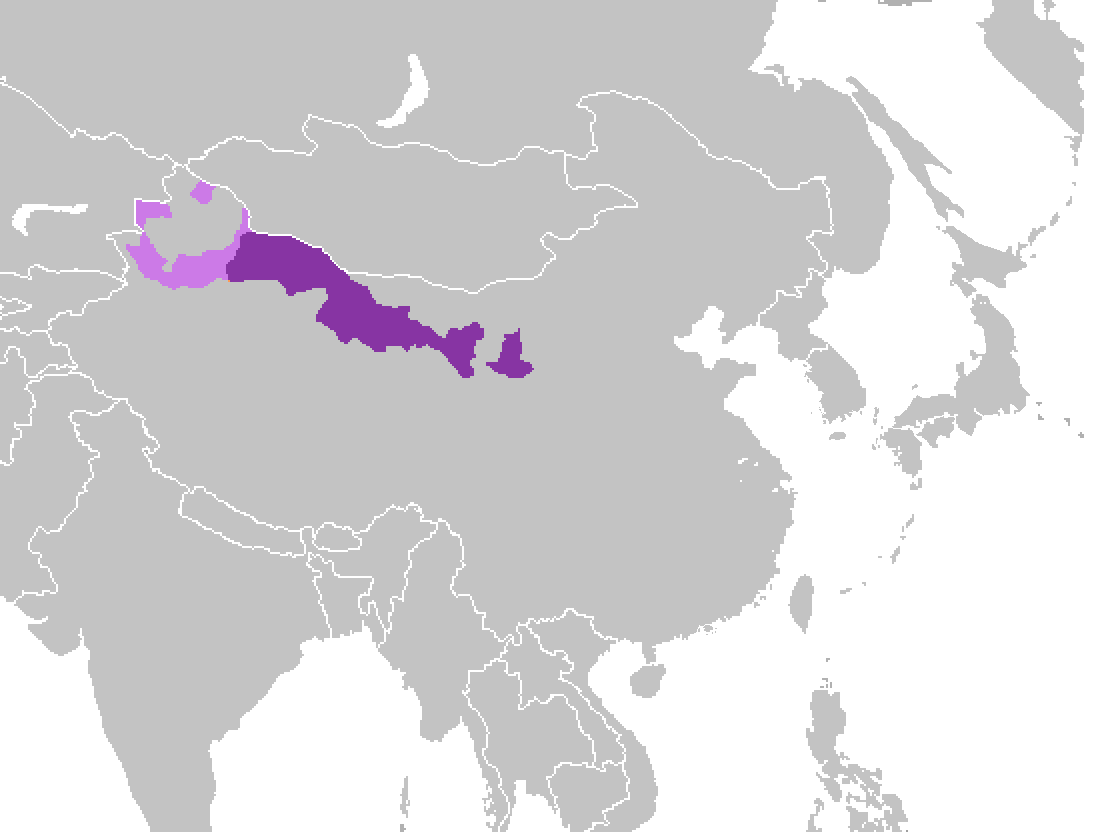

난은관화(중국어: 蘭銀官話 란인관화[*])는 중국어 관화 방언 구분의 하나로, 대략 간쑤성과 닝샤 북부에서 사용되어 온 방언이며 최근에는 신장 북부로도 사용자가 확산되었다. 간혹 중원관화와 함께 묶인다. 이름은 이 방언이 사용되는 주요 도시인 란저우(난주)와 인촨(은천)에서 한글자씩 따온 것이다. 일부 후이족은 샤오얼징이라는 아랍계 문자를 사용하여 표기하기도 한다.